# Sveti Janez Krstnik (Leonardo)
Sveti Janez Krstnik je visokorenesančna oljna slika na orehovem lesu Leonarda da Vincija. Najverjetneje je bila dokončana med letoma 1513 in 1516 in se domneva, da je njegova zadnja slika. Njena prvotna velikost je bila 69 x 57 centimetrov.
Slika je v zbirki Louvra. Novembra 2022 je bil za dve leti posojena Louvru Abu Dhabi kot del pete obletnice muzeja.

## Tema
Delo upodablja lik Janeza Krstnika v izolaciji z uporabo chiaroscúra, pri čemer se zdi, da lik izhaja iz senčnega ozadja. Svetnik je oblečen v krzno, ima dolge skodrane lase in se skrivnostno smehlja, kar spominja na znamenito Leonardovo Mona Liso. V levi roki drži križ iz trstike, desna roka pa kaže navzgor proti nebu, podobno kot lik svete Ane v Leonardovem kartonu Devica z otrokom, sv. Ano in sv. Janezom Krstnikom. Po besedah Franka Zöllnerja Leonardova uporaba sfumata »prenaša religiozno vsebino slike«, z »nežnimi sencami [prežemajo] tone kože subjekta z zelo mehkim, nežnim videzom, skoraj androginim po svojem učinku«.
Kenneth Clark je trdil, da je za Leonarda sveti Janez predstavljal »večni vprašaj, enigmo stvarstva«, in opozoril na občutek »nelagodja«, ki ga slika prežema. Barolsky dodaja, da: »Leonardo opisuje svetega Janeza, ki prihaja iz teme v skoraj šokantno neposrednem odnosu do opazovalca, poveličuje prav dvoumnost med duhom in mesom. Gracioznost Leonardove figure, ki ima moteč erotičen naboj, kljub temu prenaša duhovni pomen na katero se sklicuje sveti Janez, ko govori o polnosti Božje milosti.«
Model za serijo Janez Krstnik / Bakh / Angelo incarnato je bil Salaì (Gian Giacomo Caprotti da Oreno, italijanski umetnik in učenec Leonarda da Vincija od 1490 do 1518).

## Datacija
Datacija sv. Janeza Krstnika je sporna. Videl ga je Antonio de Beatis v Leonardovi delavnici v Clos Lucé; njegov dnevniški zapis navaja terminus ante quem 17. oktobra 1517.
Tradicionalno je slika veljala za umetnikovo zadnjo in je bila datirana v 1513–1516; tukaj se šteje, da je Leonardova sfumato tehnika dosegla vrhunec. Nekateri strokovnjaki pa roko svetega Janeza primerjajo s podobnim delom učenca v Codex Atlanticus, pri čemer datirajo začetek slike okoli leta 1509. Poza je podobna tudi skulpturi na isto temo, ki jo je po letu 1510 za firenško krstilnico dokončal Giovanni Francesco Rustici. Menijo, da je Leonardo dal Rusticiju tehnične nasvete za njegovo naročilo; možno je, da je en umetnik z idejo za pozo vplival na drugega.

## Izvor
Sveti Janez Krstnik je bil očitno del zbirke francoskega kralja Franca I. v Fontainebleauju leta 1542. Leta 1625 je angleški kralj Karel I. prejel sliko od Ludvika XIII. v zameno za Tiziana – Sveto družino – in Hansa Holbeina Portret Erasmusa. Leta 1649 je bila Karlova zbirka prodana, nakar je slika prišla v roke bankirju Eberhardu Jabachu. Po kratkem obdobju v lasti kardinala Mazarina se je delo leta 1661 ponovno vrnilo francoskemu kralju Ludviku XIV. Po francoski revoluciji je slika prišla v zbirko Louvra, kjer je še danes.

## Vpliv
Pred tem delom je bil sveti Janez tradicionalno upodabljan kot suh asket. Leonardova inovativna upodobitev se je izkazala za vpliv na Rafaelovo delavnico; več portretov svetega Janeza, naslikanih okoli 1517–1518, ki jih pripisujejo Rafaelu in Giuliu Romanu, prikazuje podobno mladostnega svetnika v izolaciji, z močnim kontrastom med temnim ozadjem in osvetlitvijo figure.
Obstajajo tudi številne kopije in različice Janeza Krstnika, ki jih je izdelal Leonardeschi.
- Janez Krstnik – Salaì
- Angelo Incarnato, Leonardova risba Salaìja iz Leonardovega folija, ok. 1515[11]
- Angel oznanjenja – Bernardino Luini
- Sveti Janez – Giampietrino